# Typhlocyba melite
Typhlocyba melite är en insektsart som beskrevs av Mcatee 1926. Typhlocyba melite ingår i släktet Typhlocyba och familjen dvärgstritar. Inga underarter finns listade i Catalogue of Life.